# 菩安信号場

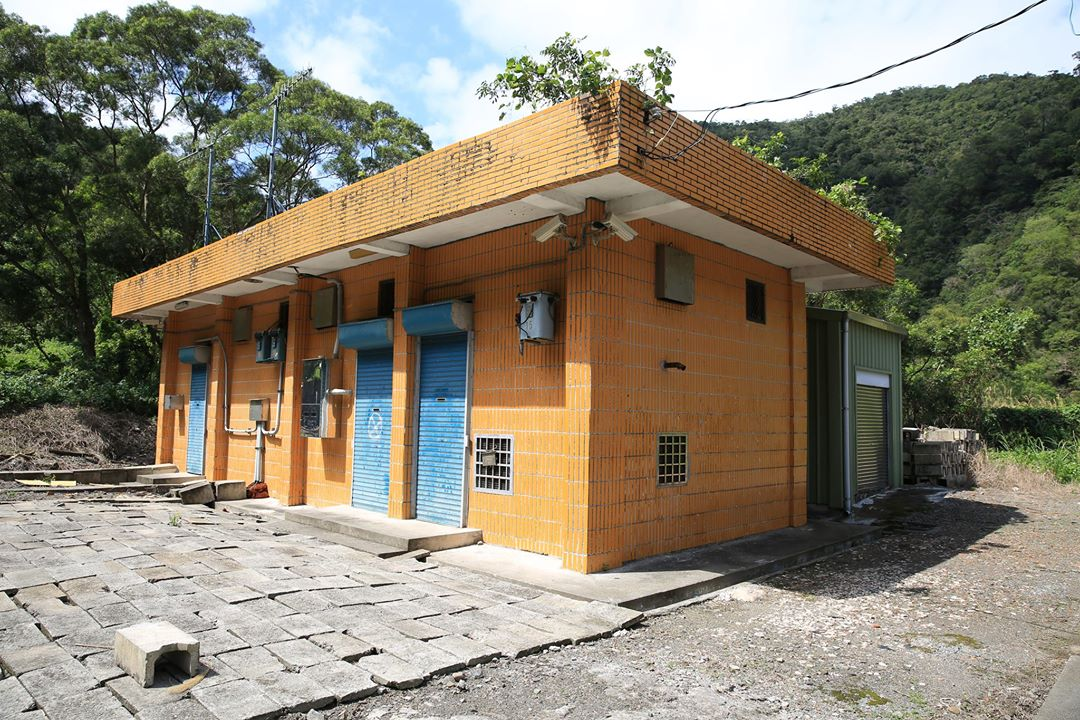
菩安信号場跡の機器室

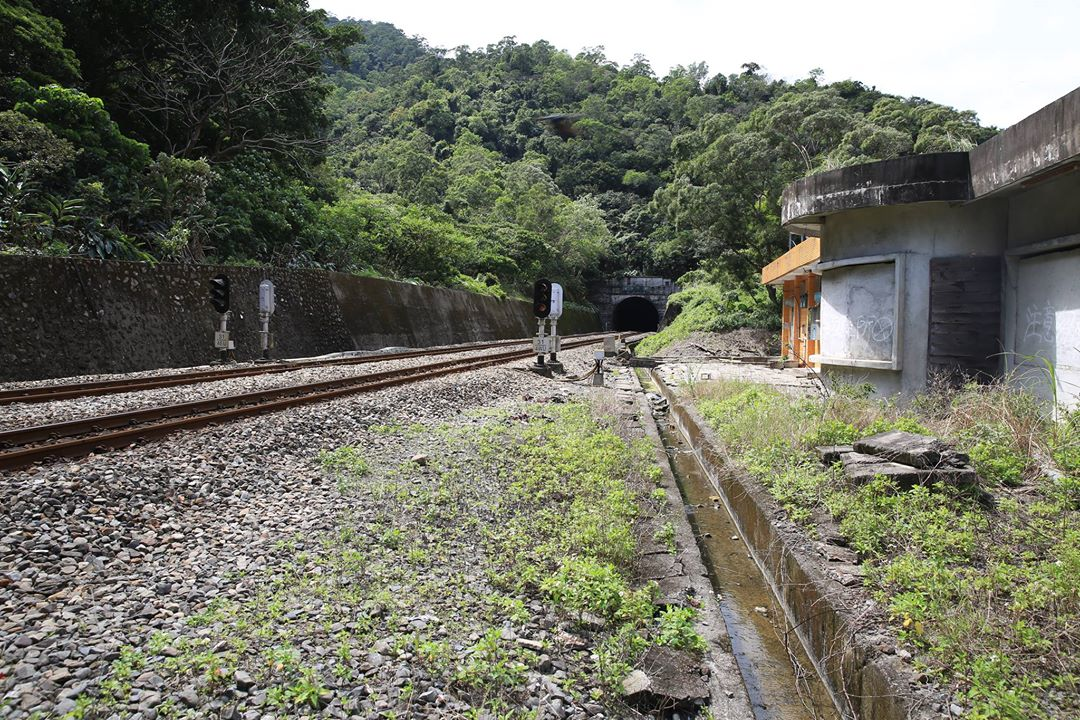
菩安信号場跡から見た中央トンネル東口

菩安信号場（ぼあんしんごうじょう）は台湾台東県大武郷にあった台湾鉄路管理局南廻線の廃止された信号場である。

## 信号場構造
- 線路脇に枋野信号場と似た駅舎があるが未完成である[1]。ホームは無い。駅舎は信号・閉塞用の継電器室として利用されている。

## 利用状況
- 南廻線建設時の計画では、中央トンネルは単線の予定であったので、線路容量を上げるべく本信号場が計画された。[2]しかし、中央トンネルが複線に計画変更され、中央信号場 - 古荘駅間が複線となったので不必要となった。付近に人家も無い事から駅としての利用客も見込めないので廃止とされた。[3]

## 信号場周辺
- 中央トンネル（西側）
- 安朔渓（東側）
- 菩安トンネル（東側）

## 歴史
- 南廻線新設計画時に列車交換の為に本信号場が計画され、駅舎も着工した。
- 中央トンネルを含む本信号場の前後区間が複線化される事になった。
- 1991年12月12日 - 南廻線正式開業前に廃止された。

## 隣の駅
台湾鉄路管理局
南迴線（旧線）
枋野駅 - 中央信号場 - 菩安信号場 - 古荘駅